# ジョン・エイズラビー
ジョン・エイズラビー（英語: John AislabieまたはAslabie [ˈeɪzləbi]、1670年12月4日 - 1742年6月18日）は、イギリスの政治家。1695年から1721年まで庶民院議員を、1718年から1721年まで財務大臣を務めたが、南海泡沫事件で南海会社に関与したことで失脚、辞任を余儀なくされた。

## 生涯

### 初期の経歴

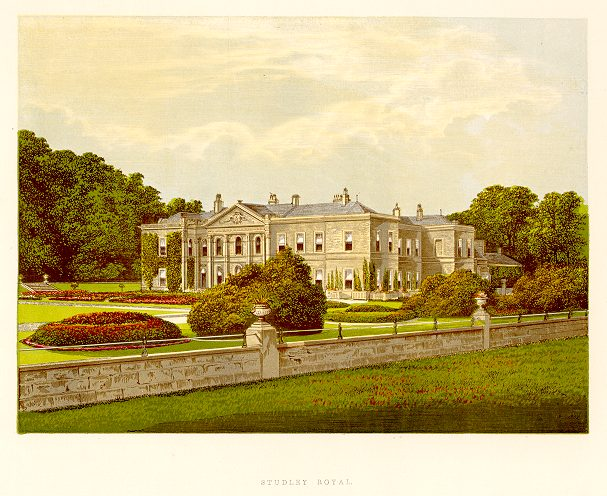
スタッドリー・ロイヤル・ハウス、1880年。

1670年12月7日、ヨークのグッドラムゲートで生まれた。エイズラビーはヘミングブラに住むヨーマン家族の出身であり、父ジョージ・エイズラビーはスタッドリー・ロイヤル出身のサー・ジョン・マロリー（John Mallory）の娘メアリーと結婚して、影響力の大きいマロリー家入りを果たした。エイズラビーは1687年にセント・ジョンズ・カレッジに、1692年にトリニティ・ホールに入学した後、兄ジョージが1699年に死去すると、エイズルビーはスタッドリー・ロイヤルの領地を継承、1716年頃に領地の庭園を改造し始めた。彼はイングランドではじめて自然風の造園修景を導入した者であり、スタッドリー王立ウォーターガーデンを築いた。息子のウィリアムは後にファウンテンズ修道院跡を領地に加えた。

### 政界での経歴
1695年、トーリー党の一員とされたためリポン選挙区で庶民院議員に当選したが、彼の政治観は流動的だった。1702年にノーサラルトン選挙区に鞍替え、同年にリポン市長に当選した。1704年より政界での活動が、特に経済において活発になり、政見もホイッグ党のそれと近くなった。1705年にリポン選挙区に戻って当選した後、ロバート・ハーレーの後見のもと、1710年のトーリー党政権で海軍卿の1人に任命されたが、エイズラビーはたびたびホイッグ党を支持して政府に反対票を投じたため不安定な地位にあった。
1714年にホイッグ党が政権に帰り咲くと、エイズラビーは海軍会計長官に任命され、1716年には枢密顧問官に任命された。彼はサンダーランド伯爵を支持し、サンダーランド伯爵は1718年3月にエイズラビーを財務大臣に任命した。1719年、南海会社（1711年にハーレーが公共財政を改善するために設立した）が政府債務を引き受ける代償として国債を受け取ることを提案、エイズラビーはそれを強く支持して南海会社との交渉を勧め、庶民院でも法案を強く推進して通過させ、1720年4月に国王ジョージ1世の裁可を受けた。しかし、南海会社には到底満たせない期待が寄せられており、1720年8月には泡沫が崩壊した。議会による調査の結果、エイズラビーが南海会社の提案を宣伝する代償として2万ポンドの南海会社株式を受け取っていたことが露見、彼は1721年1月に財務大臣を辞任した。その後、庶民院がエイズラビーを汚職で有罪と判定したためエイズラビーは庶民院からも枢密院からも追い出され、ロンドン塔に投獄された。

### 晩年
エイズラビーはすぐに釈放され、1718年10月20日以前に所有した領地の保有も許可された。以降は引退して領地の造園に没頭した。
1723年、エイズラビーはサリーのウェイヴァーリー修道院跡にウェイヴァーリー・アビー・ハウスを建てた。
1742年に死去、リポンに埋葬された。息子ウィリアムは1721年よりリポン選挙区から当選して庶民院議員になり、以降1781年まで議員を務めた。
1845年7月にエイズラビーの曽孫エリザベス・ソフィア・ローレンスが死去すると、スタッドリー・ロイヤルの領地は第2代デ・グレイ伯爵トマス・デ・グレイが継承した。

## 家族
エイズラビーは2度結婚した。1度目の結婚相手はウィリアム・ローリンソンの娘であり、2人は1男（ウィリアム）2女（メアリー、アン）をもうけた。1701年12月25日、アンはロンドンの邸宅での火事により死亡した。その後、エイズラビーはトマス・ヴァーノンの娘ジュディスと再婚したが、2人の間に子供はいなかった。